# Schwetschkeopsis robustula
Schwetschkeopsis robustula är en bladmossart som beskrevs av Hisatsugu Ando 1961. Schwetschkeopsis robustula ingår i släktet Schwetschkeopsis och familjen Fabroniaceae. Inga underarter finns listade i Catalogue of Life.